# Campionati italiani di sci alpino 2007
I Campionati italiani di sci alpino 2007 si sono svolti a Santa Caterina Valfurva dal 20 al 24 marzo. Il programma includeva gare di discesa libera, supergigante, slalom gigante, slalom speciale e supercombinata, tutte sia maschili sia femminili, ma i due supergiganti sono stati annullati.
Trattandosi di competizioni valide anche ai fini del punteggio FIS, vi hanno partecipato anche sciatori di altre federazioni, senza che questo consentisse loro di concorrere al titolo nazionale italiano.

## Risultati

### Uomini

#### Discesa libera
| Pos. | Atleta              | Nazione  | Tempo   |
| ---- | ------------------- | -------- | ------- |
| 1    | Hannes Reichelt     | Austria  | 1:27,16 |
| 2    | Walter Girardi      | Italia   | 1:27,18 |
| 3    | Werner Heel         | Italia   | 1:27,52 |
| 4    | Kurt Sulzenbacher   | Italia   | 1:27,77 |
| 5    | Christof Innerhofer | Italia   | 1:27,90 |
| 6    | Alek Glebov         | Slovenia | 1:27,91 |
| 7    | Silvano Varettoni   | Italia   | 1:27,94 |
| 8    | Thomas Fischer      | Germania | 1:28,42 |
| 9    | Elmar Hofer         | Italia   | 1:28,50 |
| 10   | Kurt Pittschieler   | Italia   | 1:28,52 |

Data: 23 marzo

#### Supergigante
La gara, originariamente in programma il 21 marzo, è stata annullata.

#### Slalom gigante
| Pos. | Atleta                | Nazione | Tempo   |
| ---- | --------------------- | ------- | ------- |
| 1    | Peter Fill            | Italia  | 2:11,34 |
| 2    | Alessandro Roberto    | Italia  | 2:11,48 |
| 3    | Michael Gufler        | Italia  | 2:11,82 |
| 4    | Christof Innerhofer   | Italia  | 2:12,22 |
| 5    | Aronne Pieruz         | Italia  | 2:12,28 |
| 6    | Michel Davare         | Italia  | 2:12,32 |
| 6    | Patrick Thaler        | Italia  | 2:12,32 |
| 8    | Alex Happacher        | Italia  | 2:12,89 |
| 9    | Christopher Povinelli | Italia  | 2:12,94 |
| 10   | Lucas Senoner         | Italia  | 2:12,97 |

Data: 21 marzo

#### Slalom speciale
| Pos. | Atleta             | Nazione  | Tempo   |
| ---- | ------------------ | -------- | ------- |
| 1    | Kilian Albrecht    | Bulgaria | 1:44,86 |
| 2    | Lucas Senoner      | Italia   | 1:45,69 |
| 3    | Cristian Deville   | Italia   | 1:45,79 |
| 3    | Patrick Thaler     | Italia   | 1:45,79 |
| 5    | Michel Davare      | Italia   | 1:45,83 |
| 6    | Edoardo Zardini    | Italia   | 1:45,87 |
| 7    | Luca Moretti       | Italia   | 1:45,94 |
| 8    | Giuliano Razzoli   | Italia   | 1:46,21 |
| 9    | Urs Imboden        | Moldavia | 1:46,30 |
| 10   | Hannes Paul Schmid | Italia   | 1:46,32 |

Data: 24 marzo

#### Supercombinata
| Pos. | Atleta              | Nazione | Tempo   |
| ---- | ------------------- | ------- | ------- |
| 1    | Alex Happacher      | Italia  | 2:14,37 |
| 2    | Christof Innerhofer | Italia  | 2:14,39 |
| 3    | Mirko Deflorian     | Italia  | 2:14,64 |
| 4    | Florian Eisath      | Italia  | 2:14,76 |
| 5    | Matteo Marsaglia    | Italia  | 2:15,01 |
| 6    | Giovanni Bradanini  | Italia  | 2:15,10 |
| 7    | Ivan Cavallino      | Italia  | 2:15,41 |
| 8    | Aronne Pieruz       | Italia  | 2:15,44 |
| 9    | Federico Vanz       | Italia  | 2:15,60 |
| 10   | Kurt Pittschieler   | Italia  | 2:15,61 |

Data: 23 marzo

### Donne

#### Discesa libera
| Pos. | Atleta             | Nazione | Tempo   |
| ---- | ------------------ | ------- | ------- |
| 1    | Elena Fanchini     | Italia  | 1:29,41 |
| 2    | Wendy Siorpaes     | Italia  | 1:29,93 |
| 3    | Lucia Mazzotti     | Italia  | 1:30,38 |
| 4    | Johanna Schnarf    | Italia  | 1:31,13 |
| 5    | Daniela Merighetti | Italia  | 1:31,15 |
| 6    | Giulia Gianesini   | Italia  | 1:31,61 |
| 7    | Angelika Grüner    | Italia  | 1:31,62 |
| 8    | Enrica Cipriani    | Italia  | 1:31,90 |
| 9    | Camilla Borsotti   | Italia  | 1:32,05 |
| 10   | Elody Ballot       | Italia  | 1:32,13 |

Data: 23 marzo

#### Supergigante
La gara, originariamente in programma il 21 marzo, è stata annullata.

#### Slalom gigante
| Pos. | Atleta               | Nazione | Tempo   |
| ---- | -------------------- | ------- | ------- |
| 1    | Magdalena Eisath     | Italia  | 2:22,37 |
| 2    | Anna Marconi         | Italia  | 2:22,93 |
| 2    | Karoline Trojer      | Italia  | 2:22,93 |
| 4    | Claudia Morandini    | Italia  | 2:23,15 |
| 5    | Angelika Grüner      | Italia  | 2:23,57 |
| 6    | Daniela Merighetti   | Italia  | 2:23,68 |
| 7    | Johanna Schnarf      | Italia  | 2:23,83 |
| 8    | Irene Curtoni        | Italia  | 2:23,92 |
| 9    | Alessia Pittin       | Italia  | 2:24,40 |
| 10   | Camilla Alfieri      | Italia  | 2:24,72 |
| 10   | Eleonora Anna Teglia | Italia  | 2:24,72 |

Data: 20 marzo

#### Slalom speciale
| Pos. | Atleta             | Nazione | Tempo   |
| ---- | ------------------ | ------- | ------- |
| 1    | Nicole Gius        | Italia  | 1:44,33 |
| 2    | Chiara Costazza    | Italia  | 1:45,48 |
| 3    | Annalisa Ceresa    | Italia  | 1:46,74 |
| 4    | Daniela Merighetti | Italia  | 1:46,98 |
| 5    | Johanna Schnarf    | Italia  | 1:47,32 |
| 6    | Giulia Gianesini   | Italia  | 1:47,42 |
| 7    | Anna Marconi       | Italia  | 1:47,43 |
| 8    | Giulia Candiago    | Italia  | 1:47,87 |
| 9    | Camilla Alfieri    | Italia  | 1:47,92 |
| 10   | Magdalena Eisath   | Italia  | 1:47,98 |

Data: 24 marzo

#### Supercombinata
| Pos. | Atleta               | Nazione | Tempo   |
| ---- | -------------------- | ------- | ------- |
| 1    | Lucia Mazzotti       | Italia  | 2:16,50 |
| 2    | Elena Fanchini       | Italia  | 2:17,40 |
| 3    | Johanna Schnarf      | Italia  | 2:17,48 |
| 4    | Giulia Gianesini     | Italia  | 2:17,86 |
| 5    | Wendy Siorpaes       | Italia  | 2:18,16 |
| 6    | Annalisa Ceresa      | Italia  | 2:18,58 |
| 7    | Camilla Alfieri      | Italia  | 2:18,72 |
| 8    | Magdalena Eisath     | Italia  | 2:18,85 |
| 9    | Eleonora Anna Teglia | Italia  | 2:18,97 |
| 10   | Enrica Cipriani      | Italia  | 2:19,04 |

Data: 23 marzo